# Karlstads universitetsbibliotek

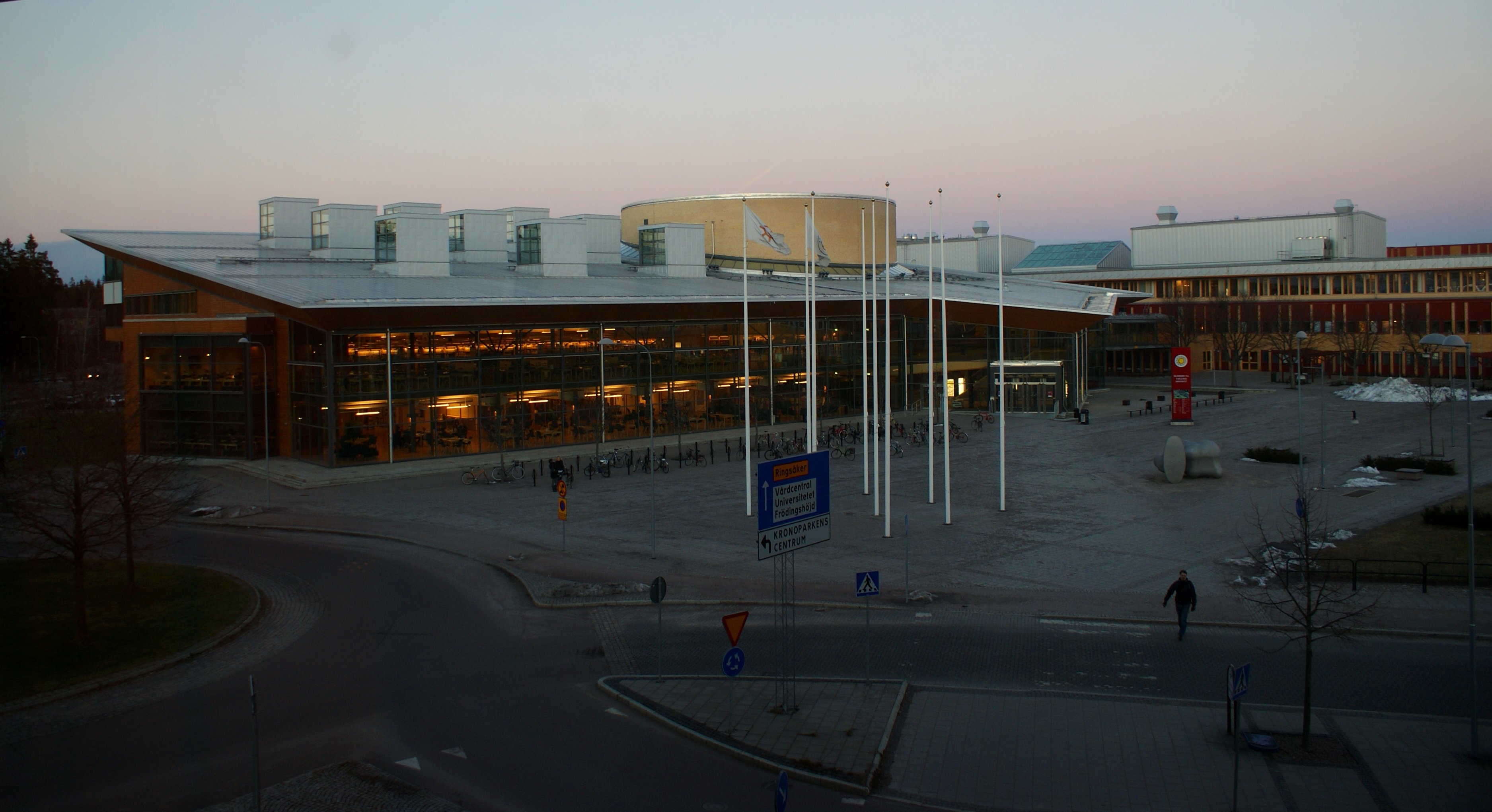
Biblioteket sett från Studenternas hus.

Karlstads universitetsbibliotek stod klart i januari 2002, är ritat av arkitekt Christian Frisenstam och ligger i stadsdelen Kronoparken. Biblioteket invigdes i januari 2002 och hade ett bestånd år 2012 av 200 621 tryckta böcker och seriella publikationer. Biblioteket tar upp fyra våningsplan och i byggnaden finns också en aula (Aula Magna) för 600 personer. Aula Magna, som tillsammans med den stora södra glasväggen ger biblioteket dess karaktäristiska utseende. Biblioteket har 4 våningar med ca 100 fasta datorarbetsplatser, 1200 sittplatser och 28 grupprum och studieceller. Biblioteksbyggnaden certifierades 2016 på guldnivån enligt det svenska certifieringssystemet Miljöbyggnad och utnämndes till Årets Miljöbyggnad 2017 av Sweden Green Building Council.

## Biblioteksdirektörer
- Eva Hesselgren Mortensen 2001-2005
- Eva Arndt Kling 2005-2011
- Thomas Blom 2012-2014
- Jakob Harnesk 2014-